# Cerkiew św. Mikołaja Cudotwórcy w Łohojsku
Cerkiew pod wezwaniem św. Mikołaja Cudotwórcy – prawosławna cerkiew parafialna w Łohojsku, w dekanacie łohojskim I eparchii borysowskiej Egzarchatu Białoruskiego Patriarchatu Moskiewskiego.
Świątynia znajduje się przy ulicy Sowieckiej 10.

## Historia
Cerkiew została zbudowana i poświęcona w 1866 r. Jeszcze w XIX w. uległa przebudowie. W latach 30. XX w. władze radzieckie zamknęły świątynię (w budynku urządzono magazyn zbożowy). W 1942 r. obiekt przywrócono do użytku liturgicznego. Od tego czasu cerkiew jest nieprzerwanie czynna.

## Architektura
Cerkiew wzniesiono w stylu neorosyjskim. Jest to budowla murowana, orientowana, czterodzielna (wieża-dzwonnica, łącznik, część nawowa, prezbiterium), o łukowatych oknach. Elewacje świątyni są ozdobione gzymsami. Dzwonnica jest czterokondygnacyjna, zwieńczona ostrosłupowym ośmiobocznym hełmem z kopułką. Nad częścią nawową znajduje się ośmioboczny bęben z dachem namiotowym zwieńczonym wieżyczką z kopułą. Do prezbiterium, mającego formę pięciokątnej apsydy, przylegają po obu stronach zakrystie.
Wnętrze cerkwi zdobią wykonane w latach 80. XX w. polichromie, przedstawiające sceny z Apokalipsy (w części nawowej) oraz Ostatnią Wieczerzę (w prezbiterium). Część nawowa znajduje się pod sklepieniem żaglastym, wspartym na czterech filarach. Po lewej (północnej) stronie ołtarza głównego mieści się ołtarz boczny, noszący wezwanie św. Symeona Nowego Teologa. Ikony znajdujące się na wyposażeniu wnętrza przedstawiają m.in. świętych białoruskich.